# NGC 2735
NGC 2735 (również PGC 25399 lub UGC 4744) – galaktyka spiralna z poprzeczką (SBb/P), znajdująca się w gwiazdozbiorze Raka. Odkrył ją Édouard Jean-Marie Stephan 26 lutego 1878 roku. Oddziałuje grawitacyjnie z sąsiednią, mniejszą galaktyką PGC 25402, zwaną czasem NGC 2735A. Obie te galaktyki stanowią obiekt Arp 287 w Atlasie Osobliwych Galaktyk Haltona Arpa.
W NGC 2735 zaobserwowano supernową SN 2015Y.